# Wodjanske
Wodjanske (ukrainisch Водянське; russisch Водянское Wodjanskoje) ist eine Siedlung städtischen Typs in der ukrainischen Oblast Donezk im Osten des Landes mit etwa 2100 Einwohnern (2016).

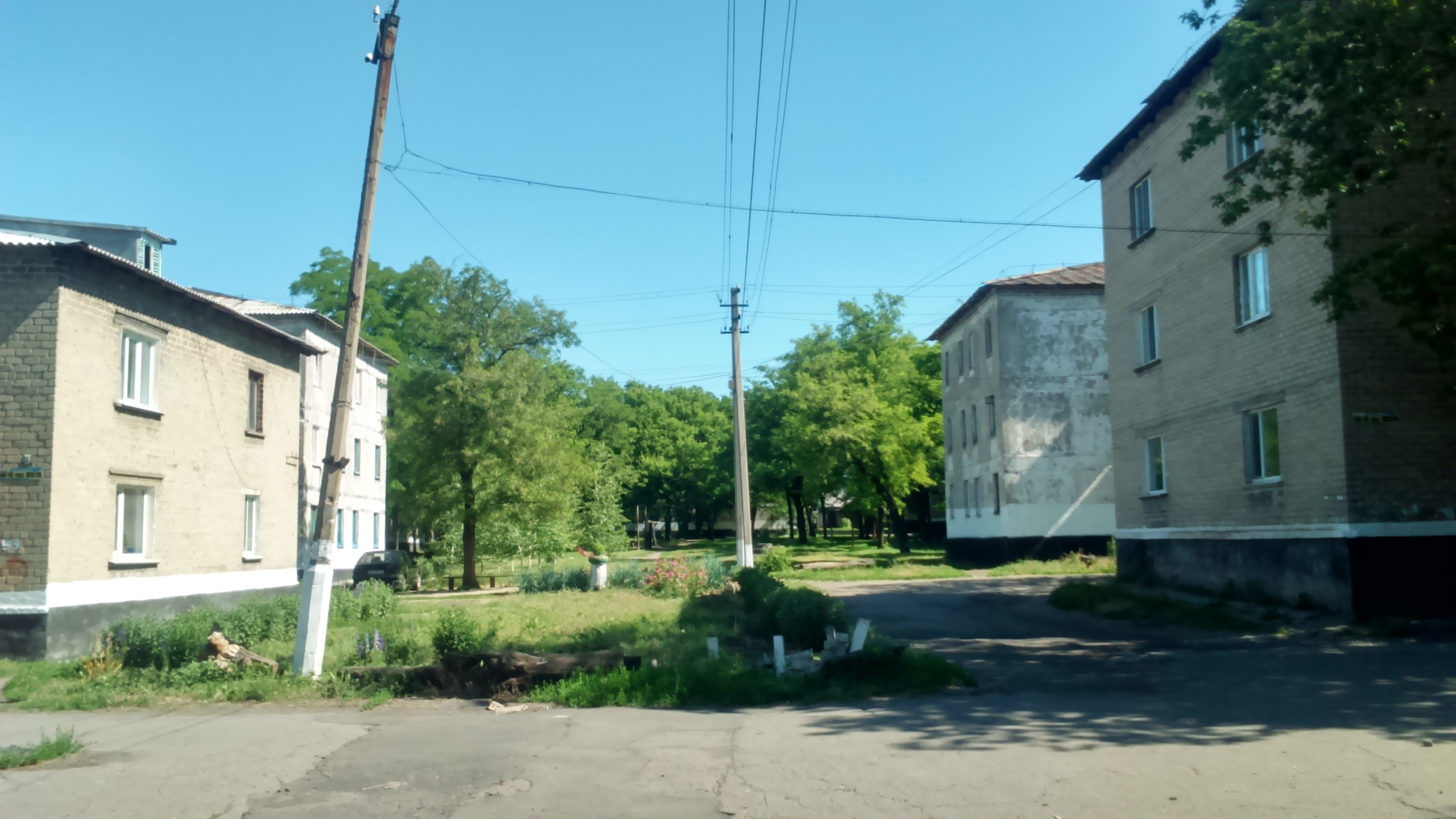
Ortstypische Wohnstraße

Wodjanske besitzt seit 1957 den Status einer Siedlung städtischen Typs und liegt im Nordwesten der Oblast Donezk am Ufer der Wodjana (Водяна), einem Zufluss des Byk, 7 km westlich von Bilezke und etwa 10 km von Dobropillja.
Am 12. Juni 2020 wurde die Siedlung ein Teil der neugegründeten Stadtgemeinde Dobropillja, bis dahin war sie Teil der Stadtratsgemeinde Bilyzke welche wiederum ein Teil der Stadtratsgemeinde Dobropillja war die dann direkt der Oblastverwaltung unterstand und im Süden des ihn umschließenden Rajons Dobropillja lag.
Seit dem 17. Juli 2020 ist sie ein Teil des Rajons Pokrowsk.

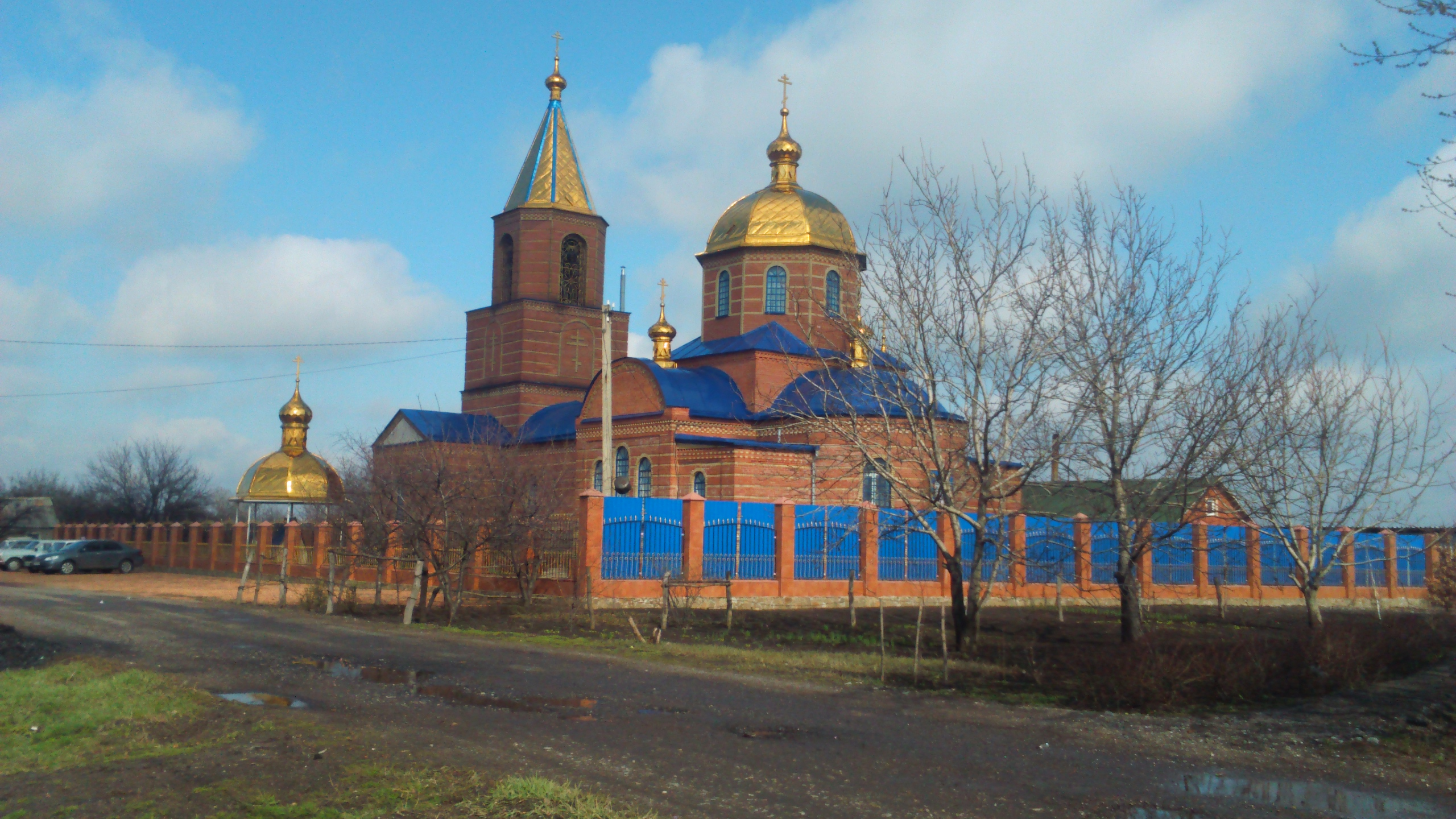
Orthodoxe Kirche in Wodjanske
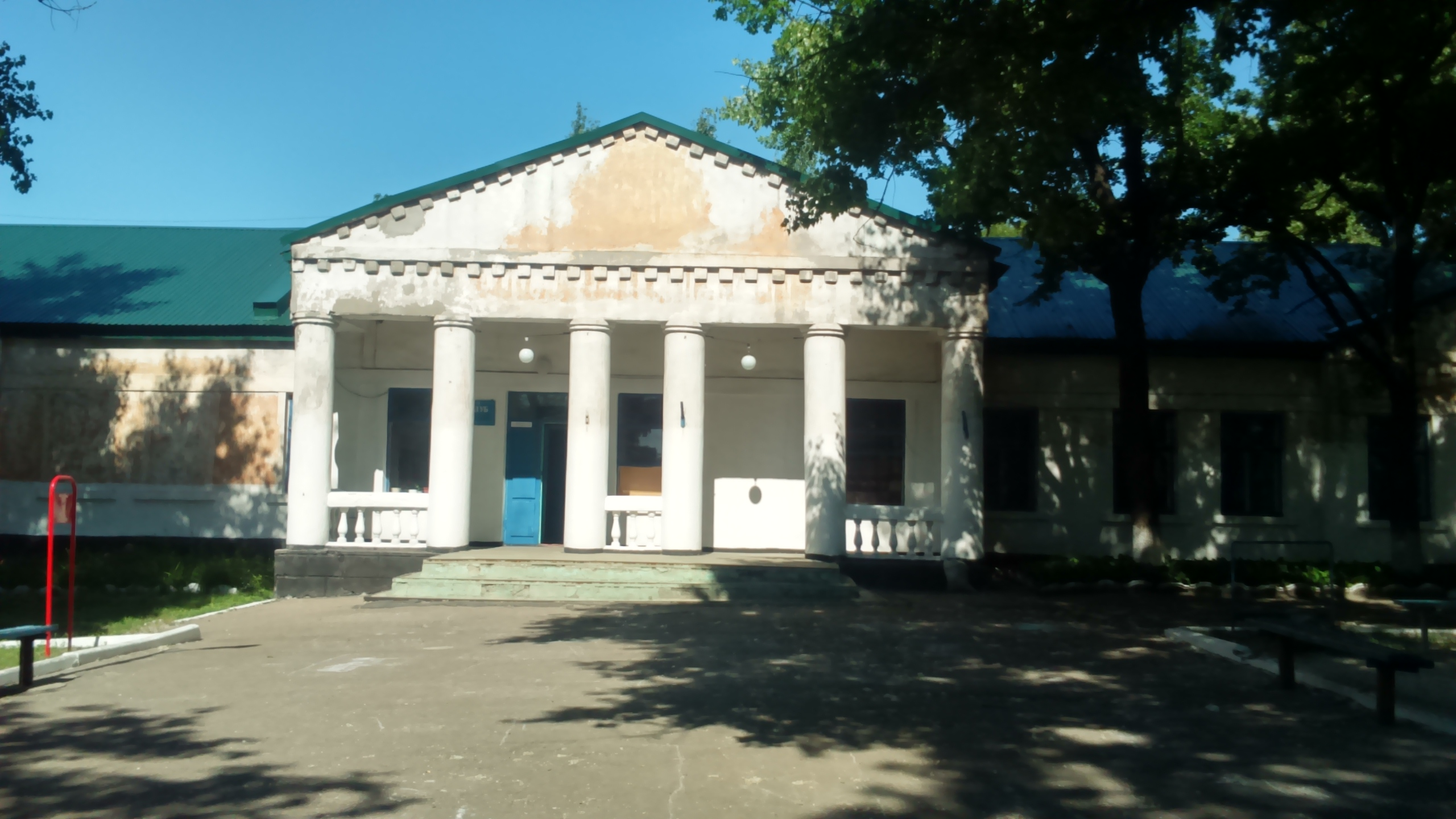
Palast der Kultur
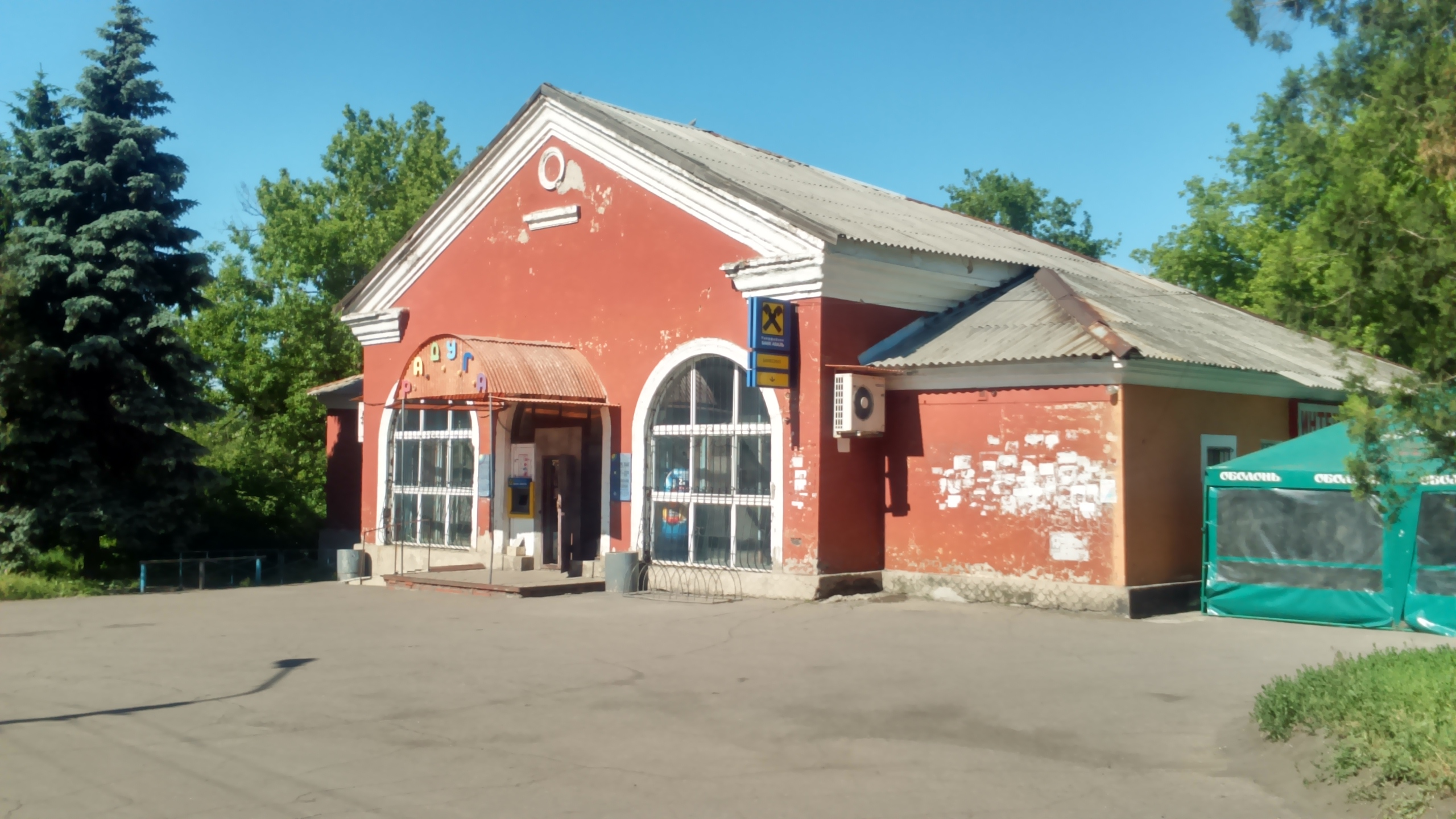
Lebensmittelmarkt im Ort